# Liste der Kulturgüter in Mammern
Die Liste der Kulturgüter in Mammern enthält alle Objekte in der Gemeinde Mammern im Kanton Thurgau, die gemäss der Haager Konvention zum Schutz von Kulturgut bei bewaffneten Konflikten, dem Bundesgesetz vom 20. Juni 2014 über den Schutz der Kulturgüter bei bewaffneten Konflikten sowie der Verordnung vom 29. Oktober 2014 über den Schutz der Kulturgüter bei bewaffneten Konflikten unter Schutz stehen.
Objekte der Kategorien A und B sind vollständig in der Liste enthalten, Objekte der Kategorie C fehlen zurzeit (Stand: 1. Januar 2023).

## Kulturgüter
| Foto |                                                                                     | Objekt                                                  | Kat. | Typ | Standort                                         | Beschreibung |
| ---- | ----------------------------------------------------------------------------------- | ------------------------------------------------------- | ---- | --- | ------------------------------------------------ | ------------ |
| ja   | Datei hochladen · Wikidata zu Schloss Mammern (Q6745797)                            | Schloss und Schlosskapelle mit Park KGS-Nr.: 05099      | A    | G   | Dr. A. O. Fleisch-Strasse 3, 3.3 711132 / 278383 |              |
| ja   | Datei hochladen · Wikidata zu Wallfahrtskirche Mariahilf (Q29526797)                | Wallfahrtskirche Mariahilf KGS-Nr.: 05100               | A    | G   | Klingenzell 2 709780 / 277344                    |              |
| ja   | Datei hochladen · Wikidata zu Neuburg, mittelalterliche Burgruine (Q1979319)        | Neuburg, mittelalterliche Burgruine KGS-Nr.: 05101      | B    | F   | Neuburg 712790 / 278600                          |              |
| ja   | Datei hochladen · Wikidata zu Gasthof Zum Schiff (Q29883191)                        | Gasthof Zum Schiff KGS-Nr.: 05103                       | B    | G   | Seestrasse 3 710998 / 278354                     |              |
| BW   | Datei hochladen · Wikidata zu Langhorn, neolithische Seeufersiedlungen (Q134569068) | Langhorn, neolithische Seeufersiedlungen KGS-Nr.: 07212 | B    | F   | Langhorn 712300 / 279030                         |              |
| ja   | Datei hochladen · Wikidata zu Katholische Kirche St. Blasius (Q29883192)            | Katholische Kirche St. Blasius KGS-Nr.: 11021           | B    | G   | Dr. A. O. Fleisch-Strasse 2.14 711061 / 278292   |              |
| ja   | Datei hochladen · Wikidata zu Ehemaliger Bahnhof Mammern (Q15964193)                | Ehemaliger Bahnhof KGS-Nr.: 11022                       | B    | G   | Bahnhofstrasse 6 710851 / 278099                 |              |